# Parafia Najświętszej Maryi Panny Królowej Polski w Cierpicach
Parafia Najświętszej Maryi Panny Królowej Polski w Cierpicach – polska parafia rzymskokatolicka z siedzibą w Cierpicach, należąca do dekanatu Toruń IV w diecezji toruńskiej.

## Historia
W roku 1928 proboszcz parafii w Podgórzu, do której należały Cierpice zaadaptował salkę szkolną na kaplicę. Rozpoczęto regularne sprawowanie mszy św. W roku 1933 utworzono Towarzystwo Budowy Kościoła. Budowa, którą rozpoczęto 21 marca 1938 roku, postępowała bardzo szybko i 3 grudnia 1938 roku dekretem Prymasa Polski księdza kardynała Augusta Hlonda została ustanowiona parafia. W latach 1939–1945 kościół zamieniono na magazyn zboża. Na początku II wojny światowej został aresztowany pierwszy proboszcz i budowniczy kościoła ksiądz Bernard Sadecki, który 3 sierpnia 1940 roku zmarł w obozie w Stutthoffie. W 1945 roku kościół oddano do kultu Bożego. W latach 1948–1958 trwało dalsze wyposażenie kościoła i budowa plebanii. Dnia 19 września 1970 roku Prymas Polski ks. kard. Stefan Wyszyński dokonał konsekracji świątyni. W dniach 1–8 października 2000 roku parafia przeżywała Misje Ewangelizacyjne. Dla upamiętnienia Roku Jubileuszowego 2000 wybudowano grotę NMP Królowej Polski. W parafii rozwija się nabożeństwo różańcowe, powstały kolejne Róże Żywego Różańca.
Funkcję proboszcza od 15 czerwca 2023 roku pełni ks. Paweł Kołatka.

## Miejscowości należące do parafii
- Wielka Nieszawka (część), Kąkol, Dybowo, Jarki, Cierpiszewo, Chorągiewka

## Grupy parafialne
- Akcja Katolicka, Żywy Różaniec, Ministranci i lektorzy, Schola liturgiczna, Parafialny Zespół Caritas, Katolickie Stowarzyszenie Młodzieży